# 檜原麻希
檜原 麻希（ひわら まき、1961年（昭和36年）9月7日 - ）は、日本の実業家。ニッポン放送代表取締役社長。

## 来歴
東京都生まれ。父は三菱銀行（パリ駐在員事務所首席駐在員）勤務を経て、月桂冠代表取締役副社長を務めた檜原恒一郎。祖父は近畿日本鉄道副社長や近鉄百貨店社長を務めた檜原敏郎。曽祖父は大日本紡績（現：ユニチカ）や日本製粉（現：ニップン）などの重役を歴任した平野復男で、天皇主権説を唱えた憲法学者上杉慎吉の実弟にあたる。
銀行に勤務する父の仕事の関係で、5歳の時にイギリス・ロンドンに渡り、小学5年生の時に帰国し、神奈川県鎌倉市に転居。湘南白百合学園中学校に入学。部活動はバスケットボール部に所属していた。父の仕事の都合で中学3年時にフランス・パリに渡る。エコール・ジャンヌ・マヌエル高校を卒業後に帰国し、慶應義塾大学文学部に入学。哲学科の美学美術史学専攻で西洋美術史を学んだ。大学時代のサークルは、カメラクラブと映画同好会、テニス同好会に所属していた。また、ジャンヌ・マヌエル高校では、ジョー・バイデン政権のアメリカ合衆国国務長官であるアントニー・ブリンケンと同級生であった。大学3年時にフジサンケイグループの新卒者向け採用セミナーを受講し、ニッポン放送の人事部採用担当者から面接を勧められ、入社試験を受験、内定する。
大学卒業後、1985年4月ニッポン放送入社。新人研修の後、本配属で編成局制作部に所属され、平日午前の帯番組の中継ディレクターやアシスタントディレクターの業務を行っていた。後に、秘書室に配属され、同局4代目社長だった羽佐間重彰の秘書を担当。その後、営業局営業促進部にて営業企画、イベント企画業務などを担当後、デジタル＆イベント局デジタルコンテンツ部長として、LFX488の立ち上げ、LFX BBの楽曲権利関係権利者との密接権解消のための個別交渉による許諾作業を指揮。LFX mudigiを発展させた、インターネットラジオ局Suono Dolceでは、コンテンツは丸の内で働くOLに向けた街情報とラブソング専門に特化したラジオ番組制作とスマートフォンに特化したアプリを指揮し、ローンチ後Android Marketにてランキング1位を獲得した経験がある。2004年以後から10年近く配信し続けていた、メールマガジン「1242 きいとこっ!」の発行責任者であった。
2009年6月、デジタル事業局長に就任。2011年6月編成局長、2016年6月取締役営業担当、2018年7月常務取締役、2019年6月21日に同局代表取締役社長に就任。編成局長時代は、同局で長年番組に出演している松任谷由実を聴取率調査週間時の1日編成局長として任命したり、社長就任以後は同局のフリーアドレス、ペーパーレス制を導入に伴い同局4 - 6、9階の一部会議室の居室を改装工事の実施や、新型コロナウイルス感染拡大が続いていた2020年2月18日の時点で檜原が本部長として対策本部を立ち上げ、業界に先駆けて生放送スタジオブース内の飛沫防止のアクリル板設置、紫外線照射殺菌装置“エアロシールド”の設置、生放送スタジオフロアのエレベータ非停止で入室厳格化等の独自の色を出した対策を施している。
同局の番組編成も独自色を示し、特に2020年ナイターオフ編成では、『ショウアップナイター』やスポーツ関連番組は編成されず、Web配信関連サービスと連携した番組を編成しており、2020年9月の聴取率調査にて、14年振りに同業他局と同率ではあるが聴取率首位達成した。

## 人物
- 日本に帰国した小学校高学年時に神奈川県鎌倉市に転居したため、自宅から電波の届きが良いニッポン放送をよく聞いていたとしており[29]、「試験勉強をしながら何時まで起きて番組を聴き続けられたか?」が学校での話題であった[15]。また、高校時代には『宇崎竜童のオールナイトニッポン』の同録テープを日本から送って貰い、手紙でリクエストも出していたと回想している。後年、同局の番組審議会委員メンバーに宇崎の妻である阿木燿子が登用されている[30][31]。
- 1999年に自身のキャリアに疑問を抱き、ニッポン放送を半年休職しフランス商工会議所が行なっている試験を受験して商工会議所から資金援助を受けながら、Canal+の映画部門で働き、映画の買付けや今村昌平来仏時のアテンドを行っていた[29]。
- 前述の阿木曰く、酒豪と評されている[31][1]。Suono Dolce開局時、自身が飲み歩いていた新丸の内ビル内に所在している会員制バー「来夢来人」のママで、当時芸能界デビューしていなかったミッツ・マングローブを『TOKYO AFTER6』に番組出演させた。その後ミッツが芸能プロダクションを見付けて、芸能界デビューに至った[16]。

## 出演番組

### テレビ
- 路線バスで寄り道の旅（テレビ朝日）[注 2] - 2019年2月3日

### ラジオ
- 星野源のオールナイトニッポン（ニッポン放送）「星野ブロードウェイ[32]」 - 2020年6月24日
- 中川家　ザ・ラジオショー（ニッポン放送）「ラジオCMを作ろう!」 - 2023年9月8日

## 制作番組
- 玉置宏の笑顔でこんにちは! - 「街角リクエスト清六が行く!」中継ディレクター
- テレフォン人生相談 - アシスタントディレクター